# Edward Elliot Elson
Edward Elliot Elson (* 8. März 1934 in New York City) ist ein ehemaliger US-amerikanischer Wirtschaftsmanager, Politiker der Demokratischen Partei und Diplomat, der unter anderem von 1994 bis 1998 Botschafter der Vereinigten Staaten in Dänemark war.

## Leben
Edward Elliot Elson begann nach dem Besuch der Phillips Academy in Andover 1952 ein grundständiges Studium an der University of Virginia, das er 1956 mit einem Bachelor of Arts (B.A.) beendete. Ein darauf folgendes Studium der Rechtswissenschaften an der Emory University schloss er 1959 mit einem Juris Doctor (J.D.) ab und übernahm darauf den väterlichen Buch- und Zeitschriftenhandel. In den folgenden Jahren war er zudem zeitweise Rektor der University of Virginia und engagierte sich ferner als Trustee der Association of Governing Boards of Universities and Colleges (AGB), Phillips Academy, der Hampton University, der Brown University, des Hebrew Union College, des Spelman College, der Brenau University sowie als Co-Vorsitzender des Instituts für Europastudien der Columbia University. 1986 wurde er Mitglied des Vorstands (Board of Directors) von Atlantic American und gehörte diesem bis 1993 an. Er war zeitweise außerdem Vorstandsmitglied von Genesco, von Hampton Investments, von Mitre Sports International, von New and Lingwood, Ltd., von RF&P Subdivision, von Specialty Coffee Association of America, von WHSmith sowie der NationsBank of Georgia.
Elson, der aus einer jüdischen Familie stammt, war zeitweise auch Vorsitzender des American Jewish Committee, einer Nichtregierungsorganisation zur Förderung des jüdischen Volkes, des Staates Israel, von Menschenrechten und demokratischen Werten, sowie Vorsitzender der Jewish Publication Society (JPS), des ältesten nicht konfessionellen, gemeinnützigen, auf jüdische Literatur spezialisierten Verlags in den Vereinigten Staaten und eines der führenden im anglo-amerikanischen Sprachraum. Er engagierte sich ferner als privater Kunstsammler außerdem als Trustee der American Federation of Arts (AFA), als Trustee der US-amerikanischen Freunde des British Museum und des Victoria and Albert Museum sowie im Beirat des Windsor Castle für die dortige St George’s Chapel. Außerdem war Vorsitzender des Rundfunksydikats National Public Radio (NPR), Vorsitzender der politischen Zeitschrift Commentary sowie Trustee der Asia Society, des Game & Wildlife Conservation Trust und der National Peace Garden Foundation.
Edward Elliot Elson, der zeitweise auch Vizevorsitzender der The American-Scandinavian Foundation war, wurde am 22. November 1993 zum Botschafter der Vereinigten Staaten in Dänemark ernannt und überreichte dort am 18. Januar 1994 als Nachfolger von Richard Stone seine Akkreditierung. Er verblieb auf diesem Posten bis zum 25. Juni 1998 und wurde daraufhin von Richard Swett abgelöst. Sein Engagement umfasste zudem Tätigkeiten für den Council on Foreign Relations sowie für den Council of American Ambassadors. Nach Beendigung seiner diplomatischen Tätigkeit wurde er 1998 erneut Vorstandsmitglied von Atlantic American.
Elson, der Mitglied der Demokratischen Partei ist, war zeitweise Mitglied von deren Wahlkampfausschuss für das US-Repräsentantenhaus (Democratic Congressional Campaign Committee) sowie den US-Senat (Democratic Senatorial Campaign Committee). Er unterstützte insbesondere die Wahlkampagnen Gore 2000 (Präsidentschaftswahl 2000), Obama for America (Präsidentschaftswahlen 2008 und 2012) sowie Hillary Clinton for President (Präsidentschaftswahl 2016).
Elson heiratete 1957 und hat drei Söhne. Er ist der Vater von Charles Myer Elson, der als Hochschullehrer Rechtswissenschaften an der Law School der Stetson University sowie Corporate Governance an der University of Delaware unterrichtet und externer Berater der multinationalen Anwaltskanzlei Holland & Knight ist.